# Phymata americana
Phymata americana, conhecido como percevejo de emboscada, é um Phymatinae, ou percevejo de emboscada da família Reduviidae .     Pode ser encontrado nas flores de várias plantas na América Central e na América do Norte,  onde espera para atacar outros insetos.

## Subespécies
Estas quatro subespécies pertencem à espécie Phymata americana :
- Phymata americana americana Melin, 1930 icgb
- Phymata americana coloradensis Melin, 1930 icgb
- Phymata americana metcalfi Evans, 1931 icgb
- Phymata americana obscura Kormilev, 1957 icg

Fontes de dados: i = ITIS,  c = Catálogo da Vida,  g = GBIF,  b = Bugguide.net

## Habitat
Phymata americana são encontradas em campos abertos de plantas com flores perto de bordas de florestas rurais, fazendas e áreas urbanas.

## Camuflagem e polimorfismo de cores
Embora P. americana possa ser encontrada em muitas espécies de plantas com flores, elas tendem a preferir flores amarelas ou azuis em vez de flores vermelhas ou brancas. A variação na escolha da cor das flores pode refletir a variação individual no padrão de cores da P. americana, onde os indivíduos preferem flores que combinem com a cor do seu próprio corpo. Este comportamento de correspondência de habitat pode conferir benefícios para maior camuflagem e capacidade de captura de presas. Contudo, o aumento da camuflagem também pode ser alcançado através de um pequeno grau de plasticidade fenotípica no padrão de cor (isto é, capacidade de mudança de cor).

## Dieta e comportamento de predação
Phymata americana se alimenta de uma grande variedade de presas, geralmente incluindo pequenas abelhas, mariposas e moscas. Como seu nome comum sugere, P. americana são predadores de emboscada que ficam sentados e esperam, descansando em flores, onde agarram insetos visitantes com grandes armas de raptor nas patas dianteiras. As fêmeas podem ser maiores que os machos e muitas vezes possuem armas desproporcionalmente mais longas. O dimorfismo sexual na morfologia das armas em P. americana pode ter evoluído devido a diferenças sexuais nas estratégias de captura de presas, com as fêmeas capturando presas por baixo das flores e os machos comendo presas já capturadas pelas fêmeas ou capturando presas menores nos caules das plantas enquanto procuravam por parceiros. As fêmeas tendem a capturar espécies de presas maiores do que os machos devido às suas armas maiores, diminuindo potencialmente a competição intersexual por recursos.

## Acasalamento e reprodução

### Comportamento de acasalamento
Os machos de Phymata americana procuram ativamente por fêmeas. Depois de encontrar e montar a fêmea, os machos produzem comportamentos de cortejo táteis e estridulatórios que devem ser avaliados pela fêmea durante as decisões de escolha do parceiro . Durante este tempo, os machos também podem proteger as fêmeas dos concorrentes.

### Seleção sexual no padrão de cores
Phymata americana apresenta dimorfismo sexual no tamanho e padrão de cor. Os machos tendem a ser mais escuros que as fêmeas, embora apenas quando adultos. Além disso, o grau de coloração depende da condição, com maior disponibilidade de alimentos resultando em machos e fêmeas mais escuros. Embora muitas espécies sexualmente dicromáticas usem sinais de cores em elaboradas exibições de cortejo, os padrões de cores em P. americana não parecem estar envolvidos na sinalização do comportamento para rivais ou parceiros em potencial.
Os machos mais escuros absorvem mais calor radiativo e, como consequência, aquecem mais rapidamente e atingem temperaturas mais altas do que os machos mais claros. Como isso permite que os machos mais escuros encontrem parceiras mais rapidamente (potencialmente devido à sensibilidade térmica da função muscular), os machos mais escuros são favorecidos pela seleção intrassexual em climas mais frios. No entanto, a coloração mais escura nos machos é menos vantajosa em condições ambientais mais quentes porque pode aumentar o estresse térmico. Além da temperatura ambiental, a força da seleção sexual no padrão de cor depende da demografia, com a seleção mais forte ocorrendo quando a proporção sexual entre homens e mulheres é baixa e em altas densidades.
Características Físicas
Os percevejos de emboscada irregulares têm em média 9 mm de comprimento e exibem uma variedade de cores que os ajuda a camuflar com flores silvestres locais. Eles podem ser brancos, amarelos ou verdes, e muitas vezes têm algumas marcas pretas ou marrom escuras em cada um de seus segmentos corporais. Como o próprio nome sugere, os percevejos de emboscada irregulares têm exoesqueletos com ângulos agudos, especialmente nas bordas de suas cabeças e tórax, dando-lhes uma aparência "irregular". Seus corpos são em forma de diamante, com abdômen achatado e asas que descansam em cima. Os percevejos de emboscada irregulares têm pequenas antenas com extremidades baqueadas e dois olhos grandes, amarelos, compostos posicionados lateralmente em suas cabeças. Suas pernas são de cor pálida e os fêmures de suas patas dianteiras são mais grossos e bem adaptados para agarrar itens de presa. Os percevejos de emboscada irregulares sofrem metamorfose incompleta, o que significa que as ninfas são fisicamente semelhantes aos adultos, embora não tenham asas ou marcas escuras até a idade adulta. O dimorfismo sexual está presente no fato de que fêmeas de percevejos de emboscada são geralmente maiores t